# James Sykes (Politiker, 1761)
James Sykes (* 27. März 1761 in Dover, Delaware Colony; † 18. Oktober 1822 ebenda) war ein US-amerikanischer Politiker und von 1801 bis 1802 Gouverneur des Bundesstaates Delaware.

## Frühe Jahre
James Sykes war der Sohn von James Sykes Sr (1725–1792), der den Staat Delaware im Kontinentalkongress vertreten hatte. Er besuchte die öffentlichen Schulen in Wilmington und Newark. Danach studierte er bei dem späteren Gouverneur von Delaware, Joshua Clayton, Medizin. Nach seiner Zulassung als Arzt praktizierte er vier Jahre lang in Cambridge, Massachusetts. Anschließend kehrte er nach Dover zurück, wo er bald ein bekannter Arzt und Chirurg wurde.

## Politischer Aufstieg
Zwischen 1793 und 1795 war Sykes Mitglied des Senats von Delaware. Im Jahr 1796 war er Schriftführer im Repräsentantenhaus des Staates. Danach war er von 1797 bis 1801 wieder Mitglied des Staatssenats und wurde dessen Präsident. Nach dem am 3. März 1801 erfolgten Rücktritt von Gouverneur Richard Bassett, der zum Bundesrichter ernannt worden war, fiel Sykes als Senatspräsident das Amt des Gouverneurs zu.

## Gouverneur von Delaware und weiterer Lebenslauf
Sykes Aufgabe als Gouverneur war es, die restliche Amtszeit seines Vorgängers, die noch bis Januar 1802 lief, zu beenden. In diesen zehn Monaten setzte er die Politik seines Vorgängers fort. Nach dem Ende seiner Amtszeit war er wieder als Arzt in Dover tätig. Gleichzeitig war er zwischen 1802 und 1812 erneut Mitglied und Präsident des Staatssenats von Delaware. Zwischen 1814 und 1820 verlegte er seine Arztpraxis nach New York City, ehe er 1820 wieder nach Dover zurückkehrte. Dort ist er im Oktober 1822 auch gestorben. Mit seiner Frau Elizabeth Goldsborough hatte James Sykes zwei Kinder. James Sykes war der Großvater von George Sykes, der während des Amerikanischen Bürgerkriegs General in der Armee der Union war.